# جانیک میکائیلیان
جانیک آرمنی میکائیلیان ( روسی: Джаник Арменович Микаелян؛ زادهٔ ۲۹ ژوئیهٔ ۱۹۹۰) بازیکن فوتبال در پست هافبک ارمنی‌تبار اهل روسیه است.

## باشگاهی
از باشگاه‌هایی که در آن بازی کرده‌است می‌توان به باشگاه فوتبال نیکا مسکو اشاره کرد.